# 丸田陽七太
丸田 陽七太（まるた ひなた、1997年4月18日 - ）は、日本のプロボクサー。兵庫県川西市出身。第65代日本フェザー級王者。森岡ボクシングジム所属。

## 来歴

### アマチュア
6歳から森岡ボクシングジムでボクシングを始めた。関大北陽高校では、2013年にアジアジュニア選手権で銅メダルを獲得。インターハイでは2年連続準優勝だった。

### プロ
2014年11月24日、大阪市立住吉区民センターにてB級プロテストを受験し合格した。
2015年11月22日、住吉スポーツセンターで行われた「You will be the champion5」でIBF世界バンタム級10位のジェイソン・カノイ（フィリピン）と59.3kg契約6回戦を行い、6回3-0（58-55、59-56、59-54）の判定収めデビュー戦を白星で飾った。
2016年7月31日、住吉区民センターで行われた「Art of Boxing vol.2」でウィルベルト・ベロンド（フィリピン）とWBC世界バンタム級ユース王座決定戦を行い、6回3分3秒KO勝ちを収めプロ3戦目でのユース王座獲得に成功した。
2016年11月23日、住吉区民センターでジョー・テホネス（フィリピン）と対戦し、7回2分25秒KO勝ちを収め初防衛に成功した。
2016年12月、ハリウッドで開催されていたWBC年次総会においてユース部門の年間MVPに選出された。
2017年3月26日、池田市五月山体育館で行われた第4回アートオブボクシングでハムソン・タイガー・ラマンダウ（インドネシア）と対戦し、6回1分56秒KO勝ちを収め2度目の防衛に成功した。
2017年10月13日、後楽園ホールで行われた「ゴールデン・チャイルド・ボクシングvol.121/DANGAN196」でOPBF東洋太平洋スーパーバンタム級王者の大竹秀典（金子）と対戦し、プロ初黒星となる10回0-3（2者が111-116、111-117）の判定負けを喫し王座獲得に失敗した。
2017年12月21日、タイ・バンコクでラティポン・ラオバーンコ（タイ）と対戦し、初回1分51秒TKO勝ちを収めた。
2018年8月22日、フィリピン・マニラでOPBF東洋太平洋バンタム級シルバー王者のベン・マナンクイル（フィリピン）と対戦し、1-1（77-75、75-77、76-76）の引き分けとなった。
2018年12月3日、後楽園ホールで初代日本ユースフェザー級王者の溜田剛士（大橋）と対戦し、5回2分16秒TKO勝ちを収めた。
2019年10月26日、後楽園ホールで日本フェザー級王座挑戦者決定戦として、元日本同級王者で日本同級3位の大橋健典（角海老宝石）と対戦し、3回2分0秒TKO勝ちを収め、挑戦権を獲得した。
2021年2月11日、後楽園ホールで日本フェザー級王者の佐川遼に挑戦し、7回2分57秒TKO勝ちを収め、王座を獲得した。
2022年5月15日、墨田区総合体育館でIBF世界フェザー級10位の阿部麗也と日本タイトルマッチ&WBOアジアパシフィックフェザー級王座決定戦を行ない、12回0-3（112-115、111-116、109-118）判定負けとなり、日本王座から陥落した。
2024年3月2日、後楽園ホールで東洋太平洋ライト級12位、WBOアジアパシフィックライト級2位、IBFパンパシフィックライト級王者のプームリットデーット・チョンラトンダムロンクンと対戦し、8回3-0（79-73×3）判定勝ちを収めた。
2024年12月7日、後楽園ホールにて日本ライト級王者の三代大訓に挑戦し、6回終了後の棄権によるTKO負けを喫した。

## 戦績
- アマチュアボクシング：66戦55勝（31KO）11敗 [1]
- プロボクシング：18戦14勝（10KO）3敗1分

| 戦           | 日付           | 勝敗 | 時間    | 内容    | 対戦相手                                       | 国籍         | 備考                                                   |
| ------------ | -------------- | ---- | ------- | ------- | ---------------------------------------------- | ------------ | ------------------------------------------------------ |
| 1            | 2015年11月22日 | ☆    | 6R      | 判定3-0 | ジェイソン・カノイ                             | フィリピン   | プロデビュー戦                                         |
| 2            | 2016年3月20日  | ☆    | 1R 1:54 | TKO     | クルンシン・ガオラーンレックジム               | タイ         |                                                        |
| 3            | 2016年7月31日  | ☆    | 6R 3:03 | KO      | ウィルベルト・ベロンド                         | フィリピン   | WBC世界バンタム級ユース王座決定戦                      |
| 4            | 2016年11月23日 | ☆    | 7R 2:25 | KO      | ジョー・テホネス                               | フィリピン   | WBCユース王座防衛1                                     |
| 5            | 2017年3月26日  | ☆    | 7R 2:25 | KO      | ハムソン・タイガー・ラマンダウ                 | インドネシア | WBCユース王座防衛2                                     |
| 6            | 2017年10月13日 | ★    | 10R     | 判定0-3 | 大竹秀典（金子）                               | 日本         | OPBF東洋太平洋スーパーバンタム級タイトルマッチ         |
| 7            | 2017年12月21日 | ☆    | 1R 1:51 | TKO     | ラティポン・ラオバーンコ                       | タイ         |                                                        |
| 8            | 2018年4月22日  | ☆    | 3R 1:55 | KO      | アレガ・ユニアン                               | インドネシア |                                                        |
| 9            | 2018年8月22日  | △    | 8R      | 判定1-1 | ベン・マナンクイル                             | フィリピン   |                                                        |
| 10           | 2018年12月3日  | ☆    | 5R 2:16 | TKO     | 溜田剛士（大橋）                               | 日本         |                                                        |
| 11           | 2019年5月1日   | ☆    | 8R      | 判定3-0 | コーチ義人（Reason大貴）                       | 日本         |                                                        |
| 12           | 2019年10月26日 | ☆    | 3R 2:00 | TKO     | 大橋健典（角海老宝石）                         | 日本         | 日本フェザー級挑戦者決定戦                             |
| 13           | 2021年2月11日  | ☆    | 7R 2:57 | TKO     | 佐川遼（三迫）                                 | 日本         | 日本フェザー級タイトルマッチ                           |
| 14           | 2021年11月27日 | ☆    | 10R     | 判定3-0 | 日野僚（川崎新田）                             | 日本         | 日本王座防衛1                                          |
| 15           | 2022年5月15日  | ★    | 12R     | 判定0-3 | 阿部麗也（KG大和）                             | 日本         | 日本王座陥落 WBOアジアパシフィックフェザー級王座決定戦 |
| 16           | 2023年9月22日  | ☆    | 4R 2:05 | TKO     | ポンラワット・ナジンダー                       | タイ         |                                                        |
| 17           | 2024年3月2日   | ☆    | 8R      | 判定3-0 | プームリットデーット・チョンラトンダムロンクン | タイ         |                                                        |
| 18           | 2024年12月7日  | ★    | 6R 終了 | TKO     | 三代大訓（横浜光）                             | 日本         | 日本ライト級タイトルマッチ                             |
| テンプレート |                |      |         |         |                                                |              |                                                        |

## 獲得タイトル
- WBC世界バンタム級ユース王座（防衛2=返上）
- 2019年度日本フェザー級最強挑戦者
- 第65代日本フェザー級王座（防衛1）